# Вазон (Лоевский район)
Вазон (бел. Вазон) — деревня в Уборковском сельсовете Лоевского района Гомельской области Беларуси.
На момент 2021 года деревня не существует.

## География

### Расположение
В 17 км на северо-запад от Лоева, 58 км от железнодорожной станции Речица (на линии Гомель — Калинковичи), 78 км от Гомеля. На Юго-Западе находится деревня УборокУборок (Лоевский район), на Северо-Востоке находится деревня Липняки, на Юге деревня Ястребка.

## Транспортная сеть
Транспортные связи по просёлочной, затем автомобильной дороге Брагин — Холмеч. Застройка деревянная, усадебного типа. На момент 2021 года от деревни остался только 1 ангар и 1 навес, которые используются в целях хранения химических удобрений и тюков. Все остальные постройки были снесена из-за ненадобности и расширения пахотных земель.

## История
Основана в начале XX века. Наиболее активная застройка приходится на 1920-е годы. В 1931 году организован колхоз «Авангард», работала кузница. Во время Великой Отечественной войны в 1943 году оккупанты сожгли деревню и убили 4 жителей. В боях около деревни в октябре 1943 года погиб 221 советский солдат (похоронены в братской могиле на южной окраине деревни). Согласно переписи 1959 года в составе колхоза имени В. И. Ленина (центр — деревня Уборок). После развала СССР деревня оказалась в упадке и в начале 2000-х деревня окончательно вымерла.

## Население

### Численность
- 2021 год — 0 хозяйств, 0 жителей.

### Динамика
- 1940 год — 57 дворов, 160 жителей.
- 1959 год — 155 жителей (согласно переписи).
- 1999 год — 1 хозяйство, 1 житель.
- 2021 год — 0 хозяйств, 0 жителей.